# العنصر (ولاية جيجل)
العنصر، هي بلدية تابعة إقليميا إلى دائرة العنصر بولاية جيجل بالجزائر، وهي تحتوي على مواقع أثرية.
تقع بلدية العنصر شرق مدينة جيجل وتبعد عن مقر الولاية بحوالي 45 كلم. يحدها من الشمال بلدية خيري واد عجول ومن الشرق بلدية الميلية وأولاد يحيا خدروش ومن الغرب الجمعة بني حبيبي وبلدية برج الطهر ومن الجنوب بلدية بوراوي بلهادف.
بلغ عدد سكانها في آخر احصاء حوالي 21000 ألف ساكن موزعين على عدة تجمعات سكانية من أهمها العنصر مركز وبلغيموز والمحارقة ولعرابة والموزينة وحي 55 وبني وجهان وأولاد الشلي ومشاتي أخرى اقل كثافة.

## الفلاحة والثروة الغابية
تعتبر الفلاحة العمود الفقري لبلدية العنصر اذ تتوفر على سهول خصبة تقدر ب حوالي 125 هكتار كلها تقريبا اراضي مسقية وتتمثل هذه المزروعات فيمايلي꞉ زراعة الفراولة وهي الزراعة الرائدة والتي نالت حصة الاسد إذ تتربع على 50 هكتار وتحتل بلدية العنصر المرتبة الثالتة في إنتاج الفراولة بعد كل من سيدي عبد العزيز وبلدية خيري واد عجول كما تنتج أيضا كل من الطماطم والفاصولياء والفلفل الحار والحلو والدلاع والجريوات (القرعة) والخيار والقرعة والبصل والبطاطا والثوم والسلق بكميات قليلة وتتمركز هاته المزروعات في سهول العنصر المترامية الاطراف بدءا بسهول قرية بلغيموز الاشتراكية إلى سهول تارية وبوسالم وتايلمام وبوموسى وسهول بناط الخصبة وسهول لعرابة والحضرية وسهول مغنين وبني وجهان واولاد الشلي وسهول بوالرمل وتامدن السوق كلها اراضي مسطحة وخصبة كما توجد زراعة الحوامض ولكن بكمية قليلة في كل من بوموسى وازيار وبالضبط قرب واد يرجانة.

## تربية المواشي والدواجن
تمتلك العنصر ثروة حيوانية لاباس بها وقد ساهم في ذلك بعض الصناديق التي انشاتها الدولة للشباب والكهول على غرار الوكالة الوطنية لدعم وتشغيل الشباب والصندوق الوطني للتامين على البطالة والقرض المصغر مما خلق ديناميكية نشطة في بعث تربية المواشي من الابقار والماعز والدواجن وتربية النحل ويبلغ عدد رؤوس الماعز بحوالي 500 راس معظمها يوجد بمنطقة لعرابة ومناطق جبلية أخرى كما تقدر رؤوس البقر بحوالي 150 راس من الابقار المستوردة واغلب المستفيدين من هاته الابقار هم من منطقة لعرابة والمحارقة وبلغيموز اما الابقار المحلية فتقدر بحوالي 500 راس اما الخرفان فيتمركز مربوها في كل من بني وجهان وازيار واولاد شبانة وتعتبر تربية الخرفان غير سهلة في منطقتنا ولهدا لا يقبل على تربيتها معظم المربين لعدم تلاؤمها مع طبيعة المنطقة اما الدواجن فاصبح عدد المربين في تزايد مستمر واصبحت بلدية العنصر رائدة في تربية الدواجن وتتمركز في كل من مشتة اخراط تايلمام بني وجهان اولاد الشلي وبكمية أكبر بلغيموز بالإضافة إلى تربية الداند الموجه للذبح ويقدر عدد الدجاج المعد للذبح بحوالي 80 الف كتكتوت في السنة وحوالي 20 الف من الداند وتعتبر تربية الداند جديدة علي منطقتنا ولكنها ناجحة خاصة في منطقة اخراط وبلغيموز وبتايلمام اما الدجاج الموجه للبيض فعدد مربيه قليلين لانه يتطلب الامكانات المادية نظرا لغلاء اسعار الغداء والادوية.

## الصحة والسكان
يوجد ببلدية العنصر 7 مركز صحية و 4 مراكز يوجد بهم مؤطرين و3 مراكز مغلقة وهي مركز ازيار بني وجهان ولعرابة اثنان من المراكز الصحية تعتبر هامة المركز الصحي للعنصر والدي يؤطره 4 اطباء عامين و2 اطباء اسنان كما يوجد بالمركز جهاز راديو الكتروني معظم الوقت غير مشغل كما يفتقر هذا المركز للتحاليل الطبية كما يعاني المركز من نقص التاطير اد يعاني من عجز كبير في الممرضين وفي كل التخصصات خاصة وان الممرضة التي تسير جهاز الاشعة كل مرة تتوقف عن العمل وعند الاستفسار يقال لنا انه حامل ويتعدر عليها العمل بالاشعة مما يجعل كل المرضى يتجهون إلى مناطق أخرى كما يعاني المركز من وضع كارثي نتيجة الرطوبة والتسربات المائية وقدم البناية وعدم خضوعها 
للترميم والصيانة مند مدة طويلة وما يقال على مركز العنصر يقال على مركز بلغيموز اما مركز المحارقة واولاد شبانة فهي مراكز لا يتعدى دورها على وضع الضمادات ومداوات الجروح والحقن... عدا مركز المحارقة الدي يزوره الطبيب من حين لاخر..... أما المركز الصحي ببني وجهان فهو رمم تلات مرات ولم يفتح ابوابه إلى يومنا هدا رغم الوعود والتطمينات من مديرية الصحة الا ان شيء لم يحدث بدعوى ان الممرضين غير موجودين ويوجد نقص كبير في التاطير السكان ينتظرون مند سنة 1993 تاريخ تشييده وإلى يومنا هدا مركز ازيار تسكنه إحدى العائلات و لحسن الحظ حافظوا عليه من النهب والسرقة ومركز لعرابة الدي اكلته الاحراش وسرقت ابوابه ونوافده.... ولحسن الحظ و بالشكاوي والتدخلات من طرف المجتمع المدني قد خصص له مبلغا ماليا مهما لترميمه وسيسلم فور انجازه ويبقى امل سكان بلدية العنصر والمناطق المجاورة هو مستشفى بلغيموز والدي ينتظره الجميع بفارغ الصبر نتمنى من السلطات الولائية والمحلية العمل على تسجيل الدراسة لهدا المرفق الهام الدي سييخفف الضغط على مستشفى الميلية والطاهير.

## الشباب والرياضة
لبلدية العنصر تلاث دور للشباب واحدة في العنصر واخرى ببلغيموز وتالثة بالمحارقة كما للعنصر 02 ملاعب لكرة القدم فديمة وغير مهيئة للعب على غرار ملعب تارية بالعنصر وملعب بلغيموز الدي أصبح في حالة يرثى لها كما توجد ملاعب أخرى جوارية في كل من تارية والنقايش وبوالرمل وبلغيموز سيجتها البلدية لكن خربت نهائيا بفعل ايادي اثمة والكل ينتظر قاعة متعددة الرياضات وملعب كرة قدم يليق بالبلدة.

## التعليم المدرسي والديني
لبلديات العنصر ثانويتين واربع متوسطات و19 مدرسة منها 05 مدارس مغلوقة وقد خربت كل من مدرسة تاسيلات واولاد بوفاهة وتايلمام ولمحارقة القديمة وازيار نقصد المدرسة الجديدة نتيجة العشرية السوداء كما توقفت الدراسة بمدرسة الموزينة بسبب هجر التلاميد لها وتفضيلهم الدراسة بالعنصر.
لبلدية العنصر 13 مسجدا منها 04 مساجد لا تؤدى فيها صلاة الجمعة وهده المساجد هي مسجد اخراط ومسجد اولاد شبانة ومسجد اولاد عبد الرزاق ومسجد تيغرمان نظرا لقلة المرتادين وعدم ووجود مؤطرين نتمنى ان تقوم مديرية الشؤون الدينية بتعيين امة ليقوموا بتادية الصلوات والقيام بالإرشاد الديني.

## المؤسسات الصغيرة والمتوسطة
يوجد ببلدية العنصر معملين واحدا لصناعة وتحويل الفلين وقد كان يوظف في وقت مضى حوالي 120 عامل والان تراجع نوعا ما واصبحت الوتيرة به ضعيفة بسبب نقص المادة الاولية والسيولة المالية والركود الاقتصادي اضف إلى دلك الازمة المالية والاقتصادية التي يعاني منها الاقتصاد المحلي والعالمي وكان في وقت مضى يصدر للخارج كما يوجد مصنعا اخر بمنطقة لعرابة لإنتاج الحليب واللبن والزبدة وقد يشغل في الوقت الحالي 13 عاملا منهم مهندسين واخر مخبري وقد بدا في الإنتاج بداية من شهر فيفري لهدة السنة 2016 كما يوجد بنفس المنطقة لعرابة مصنعا اخر لإنتاج الحليب وصاحبه يضع اخر الروتوشات للبدا با العمل والإنتاج...لان كل الالات الخاصة بالمعمل جلبت من تركيا وهي الآن تنتظر التركيب فقط كما توجد ببلدية العنصر 07 معاصر للزيتون اثنين منها نصف الية والاخرين هي معاصر تقليدية.

## السياحة والاستثمار
يوجد ببلدية العنصر نزل واحد ووحيد ببلغيموز العنصر وهو في اخر اللمسات لفتح ابوابه امام السواح والزائرين كما للعنصر مناطق سياحية ساحرة لتوفرها على غابة تعد أكبر غابة في ولاية جيجل بفعل كثافة الاشجار المختلفة من البلوط والزان والصنوبر والزيتون واشجار أخرى كما يمر على اراضي العنصر الواد الكبير وواد ارجانة مما جعل هاته البلدية... فضاء للتنزه والفسحة من الزوار الوافدين من كل مكان كما تغطي الغابة 75 بالمئة من مساحة العنصر.